# PH7 (album)
Albums de Peter Hammill
The Future Now
(1978) A Black Box
(1980)
pH7 est le huitième album solo de Peter Hammill, sorti en 1979.

## Liste des titres
1. My Favourite
2. Careering
3. Porton Down
4. Mirror Images
5. Handicap and Equality
6. Not for Keith
7. The Old School Tie
8. Time for a Change
9. Imperial Walls
10. Mr X (gets tense)
11. Faculty X

### Personnel
- Peter Hammill : Chant, guitares, claviers, percussions
- Graham Smith : violon (1, 3, 10, 11)
- David Jackson : saxophones et flûte (2, 3, 11)